# Ак-Сункур аль-Хаджиб
Касымуддевле Ак-Сункур бен Абдулла аль-Хаджиб (тур. Kasîmüddevle Aksungur ben Abdillâh; араб. آق سنقر الحاجب‎; ум. 1094) — сельджукский военачальник, вали Алеппо в 1087—1094 годах. Первый сельджукский правитель Алеппо. Родоначальник Зангидов.
Ак-Сункур (белый сокол) служил сельджукскому султану Мелик-шаху сначала в Месопотамии, а затем в Сирии. Он участвовал вместе с Артуком в кампании против Мерванидов в 1084/85 году, в походе Мелик-шаха к Алеппо в 1086/87 году. Захватив Алеппо, султан назначил его вали города. На этом посту он пробыл до смерти. После смерти Мелик-шаха некоторое время Ак-Сункур был вынужден служить Тутушу, но вскоре перешел к Баркияруку. Тутуш не простил этого и в 1094 году напал на Алеппо. Ак-Сункур проиграл, попал в плен и был убит.
Как правитель города он сумел восстановить безопасность для жителей и для путешествующих. Развитие сельского хозяйства и торговли привело к росту уровня жизни, население Алеппо стало расти. Хронисты хвалили Ак-Сункура за справедливость.

## Биография

### Происхождение
Согласно хронисту из Алеппо Камеледдину Ибн аль-Адим, отцом Ак-Сункура был Абдулла Эльтурган/Эльтургал (араб. الترغان/الترغال‎), член клана сабью. Хотя неизвестно точно, к какому тюркскому народу принадлежит племя сабью, по словам Л. Рашоньи, обычно его относят к кипчакам. Однако, по словам Ж. Соваже, сабью не входит в число известных до сих пор кипчакских племён. Сабью может быть новым племенем, возникшим из объединения других племён. Поскольку имя Абдулла (раб Аллаха) обычно давали людям, принявшим ислам во взрослом возрасте, можно утверждать, что Эльтурган был обращён, а не родился мусульманином. Семья поступила на службу к сельджукам, Ак-Сункур был принят в сельджукскую армию. Он стал одним из мамлюков сельджукского султана Мелик-шаха.

### На службе у Мелик-шаха
По словам турецкого историка А. Севима, в источниках отмечается, что Ак-Сункур сопровождал султана Мелик-шаха и в военное, и в мирное время. Но не известно ни одного титула Ак-Сункура, который бы свидетельствовал о его близости к султану.
Марваниды из Амида со столицей в Майяфарикине пришли в Анатолию с Альп-Арсланом, но после смерти последнего отказались подчиниться его сыну Мелик-шаху и признать себя его вассалами. Союзником Мансура Марванида стал Муслим бен Кюрейш Укайлид, правитель территории от Мосула до Алеппо. До этого момента у него не было конфликтов с сельджукидами, но он был единственным не сельджукским правителем в Месопотамии, и опасался, что после Мерванидов станет следующей мишенью. По этой причине Муслим ответил на призыв Мансура о помощи. Мелик-шах отправил к Мосулу Артука, которого вызвал из Халвана, и Ак-Сункура аль-Хаджиба. Они осадили Мосул, но не смогли его взять.
Двоюродный брат Мелик-шаха, Сулейман бен Кутулмыш, 12 декабря 1084 года захватил у византийцев Антиохию. Весной 1085 года он напал на Алеппо. Правитель города Муслим бен Кюрейша был убит. Алеппо два месяца сопротивлялся Сулейману, который отступил из-за жары. Через год Сулейман снова собрался напасть на Алеппо. Жители вызвали из Дамаска Тутуша, который 4 июня 1086 года нанес тяжелое поражение войскам Сулеймана, сам Сулейман погиб во время отступления. Но жители не впустили Тутуша, заявив, что признают только сюзеренитет Мелик-шаха. Тем не менее группе заговорщиков удалось провести Тутуша в город. Узнав о событиях, Малик-шах отправился в северную Сирию, после чего Тутуш отступил на юг. В декабре 1086 — январе 1087 года султан вступил в цитадель Алеппо. После непродолжительного пребывания Малик-шах покинул Алеппо и на обратном пути взял у византийцев Эдессу.

### Атабек Алеппо
Визирь Низам аль-Мульк посоветовал Мелик-шаху назначить в Эдессу эмира Бузана, а в Алеппо — Ак-Сункура. Так в 1087 году Ак-Сункур стал первым сельджукским вали Алеппо, получил 4 тысячи воинов и лакаб Касим ад-Даула.
В это время Шайзар находился под управлением семьи Мункызидов, вассала Великих Сельджуков. Правитель города Наср нападал на соседние области. Ак-Сункур принял меры и в сентябре 1088 года осадил Насра в Шайзаре. Но после того, как Наср поклялся, что «больше не будет впредь нападать на соседние районы», Ак-Сункур снял осаду и вернулся в Алеппо. В ноябре 1089 года Ак-Сункур занял крепость Берзуде, принадлежавшую Армении. Правитель города передал замок Ак-Сункуру без боя. Это было «последнее укрепленное место, оставшееся в руках неверных». В июле/августе 1090 года замок был разрушен по приказу Ак-Сункура.
Тутуш обратился за помощью к эмиру Бузану и Ак-Сункуру, желая расширить свои владения. Два эмира в 1090/91 году помогли Тутушу захватить Химс, а в следующем году — Апамею, которую в августе 1091 года Ак-Сункур передал эмиру Насру Мункызиду.
В середине 1092 года Мелик-шах отправил приказ сирийским эмирам Бузану, Ак-Сункуру и Ягисияну (эмиру Антиохии) поступить под командование Тутуша для борьбы с Фатимидами. Сельджуки двинулись на Триполи. Вали города был Эбулхасан ибн Аммар, который безуспешно попытался договориться о снятии осады в обмен на деньги, затем он отправил деньги и подарки визирю Ак-Сункура. Кроме того, Ибн Аммар передал Ак-Сункуру письменный приказ султана Мелик-шаха о том, что ему «оставлено управление Триполи». Ак-Сункур сообщил Тутушу, что служит только султану и вернулся в Алеппо. Эмир Бузан и  Ягисиян также вернулись в Эдессу и Антиохию. Это вынудило Тутуша отказаться от кампании.

### На службе у Тутуша
После убийства Низама аль-Мульк и смерти Мелик-шаха в государстве сельджукидов началась борьба за трон. Сыновья Мелик-шаха поделили империю: Махмуд получил Исфахан, Баркиярук — Багдад. Брат Мелик-шаха Тутуш не отказался от претензий на трон. Узнав о смерти Мелик-шаха, Тутуш призвал Бузана и Ак-Сункура в свою армию. Ак-Сункур не мог отказаться и противостоять Тутушу в одиночку. Он согласился, чтобы в Алеппо читали хутбу от имени Тутуша. На службе у Тутуша в 1093 году Ак-Сункур принял участие в захвате Рахбы и Нусайбина у Укайлидов. Сразу после этого эмир Мосула Курайшоглу Ибрагим отказался «произносить хутбу от имени Тутуша». Близ Мосула в апреле 1093 года состоялась битва, в которой победа досталась Тутушу. Решающую роль в ней сыграл Ак-Сункур. Мосул был захвачен, не без сопротивления. Затем Тутуш взял под контроль Диярбакыр и собирался отправился в Исфахан, столицу сельджуков. По сообщению Ибн аль-Асира, Ак-Сункур и эмир Эдессы Бузан удушили Исмаила с помощью тетивы лука.
В феврале-марте 1093 года Тутуш начал поход против Баркиярука. Бузан и Ак-Сункур следовали за ним, но на равнине Эрбиль, встретив армию Баркиярука, оба эмира ночью тайно перешли на его сторону. Тутуш был вынужден отступить и вернуться в Дамаск в декабре 1093/январе 1094 года. Ибн аль-Адим полагал, что «причиной отвращения [ухода] Касим ад-Даула и Бузана была близость Тадж ад-Даула к Ягысьяну и симпатия его к нему. А другие говорили: дело в том, что он (Тутуш) не дал им в управление ни одной из областей, которые они завоевали».

### Смерть
Ак-Сункур вернулся в Алеппо, в апреле-мае 1094 года Тутуш двинулся на него, намереваясь наказать эмира за предательство. Ак-Сункур обратился к Баркияруку, который послал на помощь Бузана, эмира Рахбе Юсуфа бен Абак и эмира Мосула Кербогу.
Весной 1094 года, не дожидавшись их прихода, Ак-Сункур сразился с Тутушем. Сибт ибн аль-Джаузи передавал выдержку из хроники Усамы ибн-Мункыза, утверждая, что речь идет о последней битве Ак-Сункура:

Тадж-ад-Даула [Тутуш] хотел тайно пройти в Хорасан. Касим-ад-Даула [Ак-Сункур] услышал эту новость и покинул Алеппо, чтобы противостоять ему. Он настолько пренебрежительно относился к противнику, что сказал своим спутникам: «Принесите мне веревки, чтобы связать пленников». Но Сукман бен Артук крикнул ему: «Вы их уже видите?»
Эмир Рахбе Юсуф со своими войсками покинул Ак-Сункура, что ослабило силы эмира Алеппо, и присоединился к Тутушу. Кроме того, арабские солдаты сражались неохотно. Ак-Сункур потерпел неудачу в своей атаке. По словам Ибн аль-Адима, в армии Ак-Сункура было более 6 тысяч воинов. Тутуш первым перешел реку и выступил на битву с Ак-Сункуром, тогда как Бузан и Кербога с войсками не могли возможности переправиться и напасть на Тутуша. Арабы в войске Ак-Сункура «имели склонность к Тадж ад-Даула [Тутушу]». После выступления Тутуша «не прошло и мгновения, как Бузан и Кербога бежали в сторону Халеба». В плен попали Ак-Сункур и его визирь Абу-л-Касим ибн Бади.
Ибн Мункыз передал слова некоего Руми бен Вехб, который был в тот день с Тутушем. По его словам, Ак-Сункур был связан своим поясом, за который его притащили к Тутушу. Эмир шел, пока не увидел Тутуша, заметив врага, он отвернулся и сел. Его тащили и пытались заставить говорить, но он не произносил ни слова и не двигался с места. Тутуш сам подошел к нему и хотел поговорить с ним, он несколько раз повторял свои слова, но эмир не отвечал. В итоге Тутуш ударил его по шее рукой и сам отрубил ему голову. Аналогичный рассказ передан Ибн аль-Адимом со слов Вассаба ибн Махмуд (потомок Мирдасидов, ранее владевших Алеппо): «Сидел Тадж ад-Даула и потребовал Касим ад-Даулу, и привели его с обнаженной головой, связанного. И встал Тадж ад-Даула и говорил ему многие слова, но не дождался ответа и отрубил ему голову своею рукой». Но Ибн аль-Адим сообщал, что в этом рассказе есть ошибки. Он описал смерть Ак-Сункура иначе. По его словам, Тутуш спросил Ак-Сункура, которого привели к нему: «Что бы ты сделал, если бы взял меня в плен вот так?» «Я бы убил тебя», ответил Ак-Сункур. Тутуш сказал: «Я даю тебе приговор, который ты бы вынес мне», и немедленно убил его, обезглавив. Голову Ак-Сункура сначала отправили в Алеппо, а затем Дамаск. Также были убиты 14 эмиров Ак-Сункура. По словам Ибн аль-Адима, в сокровищнице Тутуша хранилась одежда Ак-Сункура, которая была на нем в момент казни. Через 35 лет её обнаружил там Имадеддин Занги.
Тело Ак-Сункура было погребено в небольшой гробнице у подножия горы Каранбия (Карнебия, Карниба), позднее его сын Имадеддин Занги перенес тело отца в гробницу в медресе Зуджаджие в Алеппо. Он не вносил его в город через ворота, а перенес над стеной, поскольку, согласно тюркским традициям, внести мертвое тело в город через ворота было плохой приметой.
Бузан и Кербога укрылись в Алеппо. Вскоре Тутуш занял Алеппо и схватил их. Бузан был казнен. Кербога остался в плену.

## Семья
Аль-Азими писал, что Ак-Сункур женился на «няне султана Идриса бен Тоган-шаха». Ибн аль-Адим — на няне султана Мелик-шаха. Единственный сын Ак-Сункура, Занги, родился в Алеппо в 1084 или 1087 году. Жена Ак-Сункура (возможная мать Занги) умерла в результате несчастного случая в конце лета 1089 году: «И сидел он с ней в один из дней в своем доме в Халебе, а в руке его был нож, и он в шутку замахнулся им на неё. И нож попал ей в сердце и нечаянно убил её. И умерла она, а он сильно печалился о ней и горевал о потере её».
На момент гибели отца Занги был ребёнком десяти или семи лет. После своего освобождения Кербога лично занимался его воспитанием.

## Правление, личность, память
Ак-Сункур почти восемь лет занимал пост вали Алеппо. Управлял он с помощью визирей. Ибн аль-Адим писал, что визирь Ак-Сункура Абуль-Изз бен Садака раньше был визирем Муслима бен Кюрейша. По сообщению Ибн аль-Асира, у Ак-Сункура был визирь по имени Зеррин Кемер. Ещё один визирь — Абу-л-Касим ибн Бади.
Алеппо и его окрестности в тот период были небезопасны для жителей и торговцев из-за предыдущих лет безвластия и войн. Город находился на торговом пути из Анатолии в Сирию, который практически не функционировал. Ак-Сункур расставил блокпосты. Он даже издал приказ, чтобы уничтожались шакалы, которые едят кожаные части сельскохозяйственных инструментов, оставленных в полях. Он установил принцип коллективной ответственности для каждого населенного пункта. В случае нападения на караван или человека на территории деревни все жители должны были нести ответственность. Если деньги путника были украдены в деревне, то все жители собиралист, чтобы компенсировать украденное. Обеспечения безопасности стало задачей каждого жителя. Так он за короткое время устранил беспорядки, царившие в Алеппо и его окрестностях и сумел добиться доверия народа. Он занимался благоустройством города: отремонтировал дороги, ведущие в город, Большую мечеть и замок, пострадавшие от пожара и землетрясения. Он также учредил вакуф и обеспечил строительство Каранбия Мешхед в городе и ремонт Декке Мешхед. Во время его правления в результате развития земледелия, скотоводства и торговли цены были намного ниже, чем ранее. Поэтому люди приезжали и селились в городе и его районах в большом количестве из многих мест. Добрая память о правлении Ак-Сункура помогла его сыну утвердиться в Алеппо.
Он высоко ценился за справедливое правление. По словам Ибн аль-Адима: «Он совершил много добрых дел, из-за чего жители Алеппо почти обязаны молиться за него до Судного дня». Ибн Халликан (1211—1282): «у гробницы Ак-Сункура в Алеппо видел большую толпу людей, каждый день читающих Коран за его душу». Аль-Азими писал, что «Ак-Сункур хорошо управлял Алеппо и хорошо относился к людям. Он поймал бандитов и устранил грабителей. Деятельность Ак-Сункура повсеместно встречалась с признательностью и благодарностью. Все дороги были защищены. Из-за справедливости Ак-Сункура — да помилует его Господь — люди захотели жить в Алеппо». Камаль аль-Дин утверждал, что Ак Сункур правил Алеппо с великой справедливостью, при его превосходном управлении доходы город составлял полторы тысячи динаров в день. Ибн аль-Асир полагал, что «Ак-Сункур был лучшим из эмиров с точки зрения управления и защиты людей. На территориях, находившихся под его властью, царила повсеместная справедливость, безопасность и мир вместе с общей дешевизной. Дороги были в безопасности». Хамедани Мухаммед бен Абдулмелик утверждал, что «он проявлял непревзойденную справедливость».
Ак-Сункур верно служил султану Мелик-шаху, был одним из ценных и способных эмиров Великой сельджукской империи, благодаря своему таланту стал ведущей фигурой в государстве. Он хорошо относился к людям и заботился о защите их прав и законов и завоевал любовь, уважение, признательность и преданность. Тутуш был убит один из людей Ак-Сункура, мстившим за своего хозяина . В 1000/01 году в критической ситуации противостояния с Сукманом Артукидом Кербога получил поддержку бывших мамлюков Ак-Сункура, показав им своего воспитанника Занги, сына Ак-Сункура, со словами: «Он сын вашего бывшего господина, сражайтесь за него». Мамлюки помнили о том, что Сукман служил виновнику смерти Ак-Сункура, Тутушу, поэтому удвоили силы и войска Сукмана были разбиты.